# Pato (esport)
El pato és un esport eqüestre originari de l'Argentina, declarat oficialment joc nacional el 1953.

## Orígens
Al segle xvi es realitzaven conteses o corridas on dos equips de genets intentaven agafar un ànec (pato en castellà) viu —actualment es juga amb una pilota amb nanses— i portar-lo cap a un lloc determinat prèviament. Les cròniques esmenten partits amb 200 jugadors aproximadament, disputats d'estancia a estancia. L'animal utilitzat per al joc normalment era obsequiat per un pulpero (botiguer), a vegades embolicat en un cistell o dins d'una bossa de cuir amb nanses.
L'absència de reglament causava que el joc fos a vegades extremadament violent: molts gautxos morien durant les corregudes, en revolcar-se el seu cavall o sent atropellats per altres genets. També hi va haver casos de disputes entre rivals que van originar lluites amb ganivet. Per estos motius, les autoritats civils i eclesiàstiques veien el joc amb enuig. El 20 d'agost de 1790, el virrei Arredondo va prohibir el joc. El 1796, un edicte de l'església va declarar que no se li donaria sepultura cristiana als qui moren jugant-hi, i el 1822 el govern de la província de Buenos Aires tornava a prohibir-lo. L'esmentada prohibició va ser mantinguda durant el govern de Juan Manuel de Rosas.
Cal comentar el baix nombre de mencions al joc del pato a la literatura gauchesca.

## El joc al segle XX
En la dècada de 1930, l'estanciero de la província de Buenos Aires, Alberto del Castillo Posse, es va dedicar a definir i reglamentar la variant moderna del pato, basant-se en el polo en alguns aspectes, retenint certes característiques del pato tradicional, en particular l'element de la cinchada, i la ensilladura i estreps propis del gautxo de Buenos Aires.
El joc així definit va experimentar un cert auge, al punt que el 3 d'abril de 1941 va ser creada la Federació Argentina de Pato. El president Juan Perón va decretar en 1953 el pato joc nacional de l'Argentina. De totes maneres, els mitjans de comunicació de masses no se n'ocupen (com sí que ho fan amb el polo, esport cavallí també). Les competicions de pato es troben tan sols en l'àmbit rural, moltes vegades associats amb esdeveniments de doma, música i ball.

## Reglamentacions i accions del joc

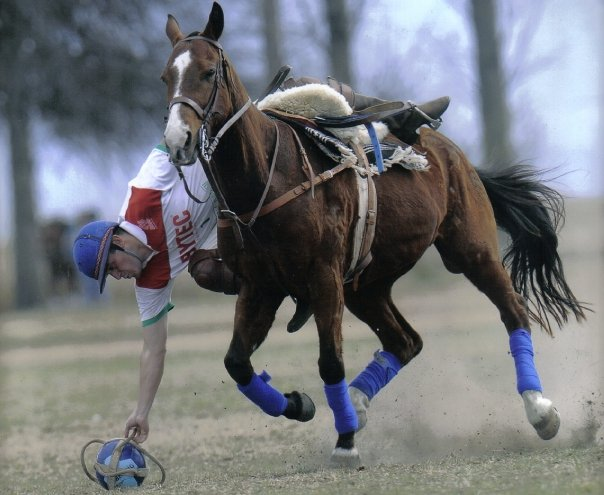
Un jugador agafant un pato caigut a terra

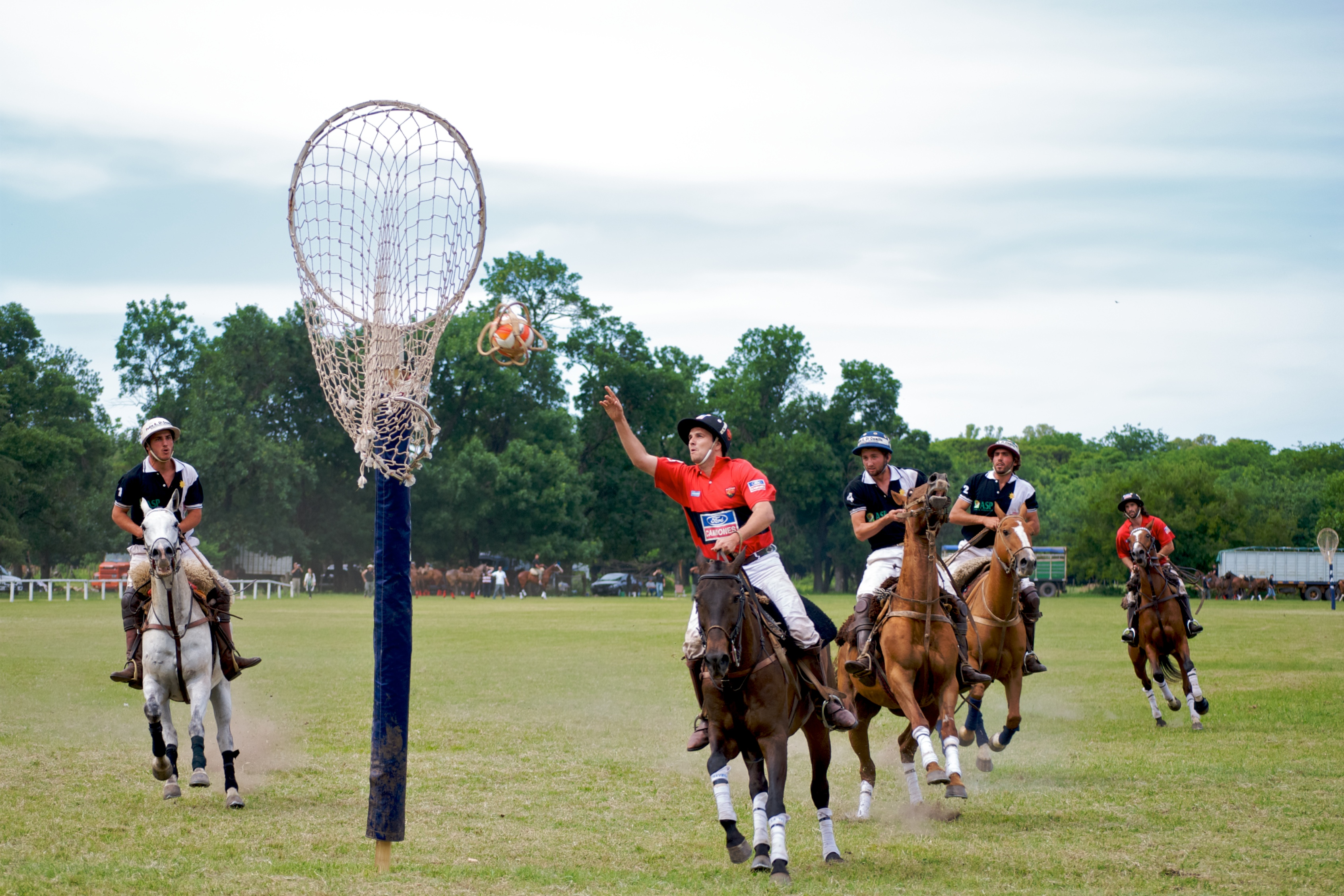
Un jugador fent una anotació

Així com el polo és una mena d'hoquei a cavall, el pato modern té tres característiques paregudes al bàsquet:
- els punts es marquen en fer passar la pilota per un anell de ferro
- cal portar la pilota amb la mà
- qui duu la pilota cal que ho faci de tal manera que el rival pugui intentar robar-la (dribbling o "regateig" en bàsquet, "ofrecida" en pato)

El partit de comença quan l'àrbitre llança la pilota entre els contendents. Qui arriba primer al pato no pot agafar-lo i dur-lo sinó que ha d'intentar achetearlo fins als seus companys d'equip.
El pato modern té semblances amb el polo: les dimensions de la pista són relativament similars, els equips consten de quatre genets, i el joc es divideix en períodes curts de gran intensitat. En el joc pato, cada partit té fins a sis "temps" de 8 minuts cadascun, separats per entretemps de 5 minuts.
La pista (o potrero) cal que sigui perfectament llisa i estar coberta de gram o gespa. Les seues dimensions són: llarg entre 180 i 220 metres, ample entre 80 i 90 metres. Els anells, d'un diàmetre d'un metre, estan ubicats en la línia de fons, muntats verticalment sobre pals de 2.40 m. El reglament indica que cada arnella(o "arco") cal que tingui una xarxa d'1,40 m de profunditat.

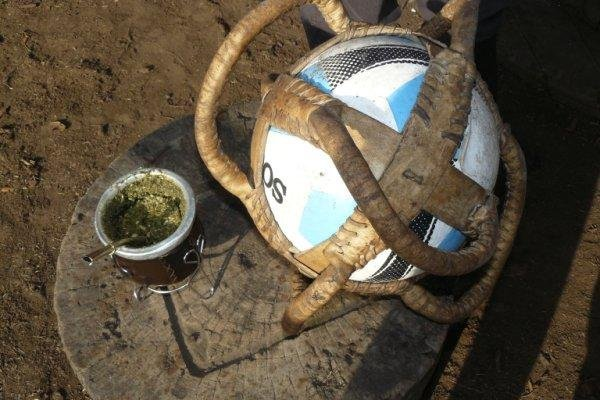
Balló de pato, al costat d'un mate

La pilota o pato és de cuir amb càmera pneumàtica, i té sis nanses. Sol ser de color blanc. El seu diàmetre, d'extrem a extrem, és de 40 cm. El pes màxim permès és de 1250 g.
Els cavalls són exemplars de l'anomenat cavall crioll, de fins a 1,45 m d'alçada.
Els vuit genets comencen el joc en posicions prefixades. L'equip que té el pato avança cap a la línia final per a llançar a l'anell i així concretar un punt.

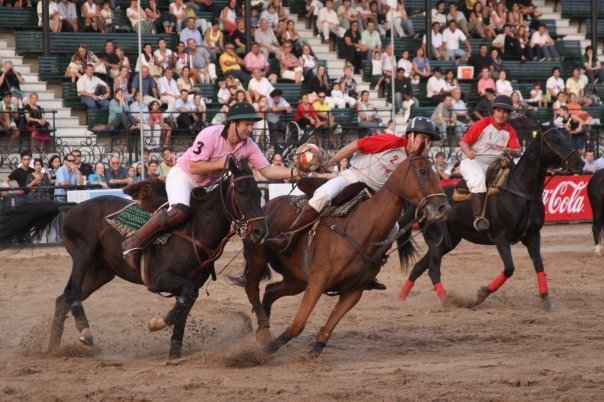
Dos jugadors lluitant per una pilota (la cinchada)

Els jugadors d'ambdós equips tenen dret a agafar el pato quan aquest es troba en terra, cosa que exigeix un gran domini del cavall i una gran fortalesa. Qui aconsegueix el pato ha de passar-lo a un company. Durant la cavalcada, cal respectar certes reglamentacions destinades a evitar accidents i preservar la competitivitat, ja que existeix l'obligació d'agafar el pato amb la mà dreta i estendre el braç dret; aquesta ofrecida serveix perquè el rival pugui intentar robar el pato mitjançant una cinchada. El no oferir és una infracció anomenada negada.
La cinchada és l'element característic del pato. Dos genets a tota velocitat agafen el pato d'una nansa diferent, i cal, mitjançant estirades netes, aconseguir arrencar el pato de les mans del rival. Durant la cinchada està prohibit recolzar en la sella. L'altra mà no ha de deixar anar les regnes.

## Jocs similars
El parent més proper del pato original, és un antic joc persa: el buzkashi, practicat encara hui dia a l'Afganistan, on la pilota del joc és un moltó al qual se li han tallat el cap i les extremitats.
En alguns països d'Europa on es juga polo, es realitzen a vegades competicions de horseball, un joc molt semblant al pato modern, i derivat d'aquest.